# Darkside (rakouská hudební skupina)
Darkside (v překladu z angličtiny temná strana) je rakouská death metalová kapela z města Wiener Neustadt založená v roce 1991 baskytaristou Peterem Böhmem a bubeníkem Robertem Gröglerem, krátce poté se k nim přidal zpěvák/kytarista Peter Durst. V této sestavě natočili první demo Depression (1992). Pak se k Darkside připojil i klávesista Wolfgang Süssenbeck. Sestava se následně až na Petera Böhma měnila, v kapele se objevili i někteří čeští a slovenští hudebníci.
Debutové studiové album Melancholia of a Dying World vyšlo vlastním nákladem v roce 1994.
Kapela je známá i v České republice, kde odehrála nemálo koncertů.

## Diskografie
Dema
- Depression (1992)
- Herbst (1993)
- Architects Of Modern Atheism (2005)

Studiová alba
- Melancholia of a Dying World (1994)
- Shadowfields (1997)[3]
- Evolution (1998)
- Cognitive Dissonance (2001)
- Amber: Skeletal Journeys Through the Void (2006)
- Inferno (2013) – 2CD digipak